# Brotuna, Hunedoara

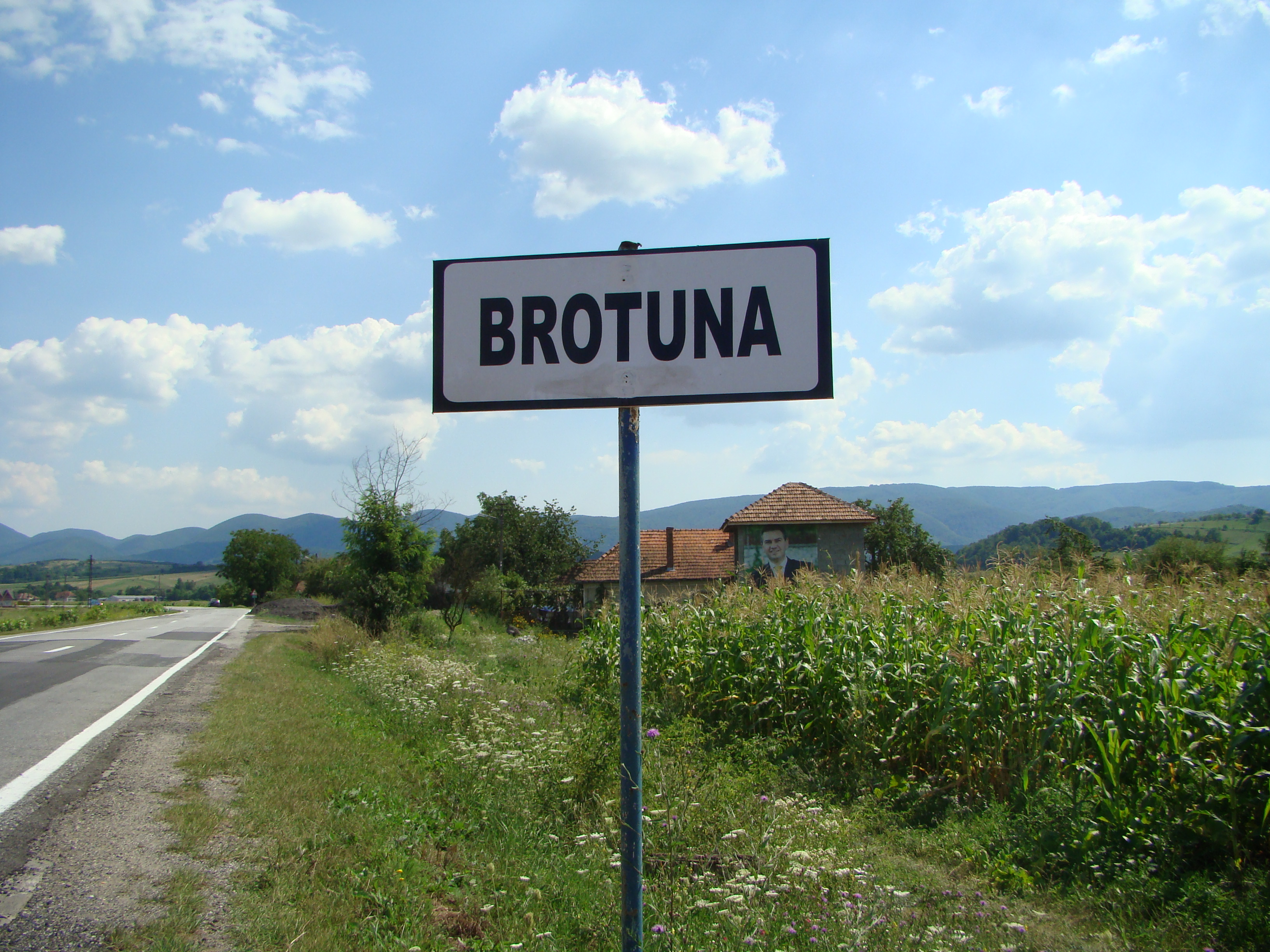

Brotuna este un sat în comuna Vața de Jos din județul Hunedoara, Transilvania, România.

## Repere geografice
Între satele aparținătoare comunei Vata de Jos se află și satul Brotuna, așezat la distanța de aproximativ 3 km de Vata de Jos, în depresiunea Zarandului pe malul drept al Crișului Alb, fiind străbătut de DN 76 care face legătura Oradea - Deva.
Satul este atestat documentar la 1439 sub denumirea de "Brothuna" ce aparținea domeniului cetății Siria. Se pare că vechimea așezării este mult mai mare deoarece în apropierea localității s-au găsit materiale ceramice și un topor de piatră, perforat, aparținând Culturii Cotofeni.
În ceea ce privește toponimia locului există păreri diferite: după Coriolan Suciu, toponimia locului  derivă  de  la ,,brod''  sau ,,brad " , ce ar însemna  ,,umflătură, vârf", termen de  origine preromană;  Viorica Goicu, referitor la originea numelor unor localități din bazinul  superior  al Crișului  Alb,  apreciază  că  denumirea satului  ar  veni  de la ,, Brătoanea'' -  soția  lui Bratu. Ne permitem  să facem  precizarea că în prezent acest nume nu se regăsește în satul Brotuna.
Referitor  la vatra satului ( perimetrul construibil ), acesta era  concentrat  în jurul bisericii, pe  malul stâng al pârâului  Brotuna, în susul și josul acestuia. După anul 1937, odată cu construirea localului de școală, perimetrul construibil a început să se extindă ajungând până la " drumul țării" , respectiv DN 76 și chiar dincolo de aceasta. Actualmente în sat există 88 de gospodării și 280 de locuitori ( din care 139 bărbați și 141 femei ).
Dacă în zilele cu soare și cer senin în depărtare se pot zări crestele Munților Zarandului și Munților Bihor, dealurile depresiunii sunt mult mai aproape de sat, parcă ar străjui hotarul de nord al acestuia, fiind cunoscute pe plan local sub denumirea de " Dealurile Brotunei " . Undele Crișului Alb, domoale sau năvalnice, în funcție de precipitații, străbat de veacuri hotarul de sub al satului, lăsând în urmă lunca Crișului, cu teren prielnic pentru agricultură.
 De-a lungul timpului, având drept ocupație de bază agricultura, locuitorii satului au atribuit diferite denumiri unor locuri situate în hotarul satului. Așa au apărut denumirile : " La Cris " , " În Rogina " , " La Roginuța " , " La Ulmeasa " , " La Certeja " , " În Livadă " , " La Scurtături " , " La Meri " , " Pe  Deal " , " Coastea  Brotoniței " , " La Pârâuță " , " La Plopi " , " La Pârâul Rusciului " , " Pe Măgura " , denumiri care se mai păstrează și în prezent.
Repere istorice
 Locuitorii din Brotuna și-au adus din plin contribuția și jertfa la istoria neamului românesc, luând parte la o serie de evenimente istorice importante : Răscoala lui Horea, Cloșca și Crișan,  Revolutia de la 1848-1849, primul și al doilea război mondial.
  Referitor la Răscoala de la 1784 se cunoaște ca un grup de localnici l-au urmat pe căpitanul Ilie Dăncuț din satul Ociu pentru a participa la răscoală ; iar în perioada 1914-1918, mai mulți tineri din sat s-au aflat în cătănie " la-mpăratu " , suportând cu greu rigoarea și privațiunile impuse de efectuarea serviciului militar din acele vremuri.
 Dintre toate, se pare că Revoluția de la 1848-1849 a însemnat cea mai crâncenă vărsare de sânge. Revista  ,, Transilvania " - organ al   ASTREL, nr. 1|1943, pag. 44, sub titlul: ,, Descrierea întâmplărilor de la începutul Revoluției din anul 1848 și 1849 în Protopresbiteratului  Halmagiului " a publicat două manuscrise redactare de către părintele Ion Moga, protopopul unit al  Halmagiului, martor ocular al evenimentelor pe care le descrie ca întâmplate în anii 1848-1849.
Potrivit celor scrise de părintele protopop  Ion Moga, în Ținutul   Halmagiului, revoluția a început în 23 octombrie 1848, când la Hălmăgel, clopotele s-au auzit sunând ,, în dungă " . Ținutul a fost invadat de trupe ungurești sub comanda maiorului Gaal. Timp de patru zile au incendiat satele din jurul  Halmagiului … 